# Alima (Fluss)
Der Alima ist ein rechter Nebenfluss des Kongo in der Republik Kongo.

## Verlauf
Der Fluss hat seine Ursprünge etwa 100 km südöstlich von Franceville, im Departement Plateaux nahe der Stadt Lekana  auf dem Batéké-Plateau. Er erhält seinen Namen durch die Vereinigung seiner beiden Quellflüsse Dziélé und Lékéti, etwa 20 km oberhalb von Okoyo. Der Alima verläuft etwa die Hälfte seines Weges in nordöstlicher Richtung. An der Mündung des Mpama schwenkt er auf Südost und beschreibt die Grenze zwischen den beiden Departement Cuvette und Plateaux, die er mehrfach kreuzt. Schließlich mündet er knapp 50 km südwestlich von Mossaka in den Mittellauf des Kongo.

## Hydrometrie
Der durchschnittliche monatliche Abfluss des Alima wurde an der hydrologischen Station in Okoyo über die Jahre 1952 bis 1966 gemittelt, bei weniger als der Hälfte der Einzugsgebietsfläche in m³/s gemessen.